# فيليب مارغو
فيليب مارغو (بالإنجليزية: Philip Margo)‏ هو مغني وملحن ومنتج أسطوانات أمريكي، ولد في 1 أبريل 1942 في بروكلين في الولايات المتحدة.

## وصلات خارجية
- فيليب مارغو على موقع IMDb (الإنجليزية)
- فيليب مارغو على موقع ميوزك برينز (الإنجليزية)
- فيليب مارغو على موقع قاعدة بيانات الفيلم (الإنجليزية)